# Tomtebacken och Gullö
Ej att förväxla med den fiktiva Tomtebacken i Ankeborg.
Tomtebacken och Gullö är en av SCB avgränsad och namnsatt småort i Göteborgs kommun. Den omfattar bebyggelse i Tomtebacken och Gullö belägna söder om Nordre älv i stadsdelsområdet Rödbo (Rödbo socken).